# 順成皇后 (西夏太祖)
野利夫人（10世纪？—1010年），党项首领李继迁（西夏太祖）的夫人，出身党项大族野利氏，又称叶勒氏、野力氏。
981年，生下李继迁的长子李德明。统和七年（989年），辽圣宗把义成公主嫁给李继迁。1004年，李继迁逝世，其子李德明统领党项。1010年（大中祥符三年）三月野利夫人去世。1038年（天授礼法延祚元年）十月，其孙李元昊即位为皇帝，追封祖母野利氏为顺成懿孝皇后。